# Coxyde-les-Bains
Coxyde-les-Bains ou Coxyde-Bains (en néerlandais : Koksijde-Bad) est une partie de la commune belge de Coxyde située en Région flamande dans la province de Flandre-Occidentale. C'est une station balnéaire de la Côte belge. 
Elle est parfois surnommée « Coxyde-sur-Mer » (Koksijde-aan-Zee en néerlandais).
Son église est Église Notre-Dame des Dunes.